# Мамчур Юлій Валерійович
Ю́лій Вале́рійович Ма́мчур (нар. 15 серпня 1971, Умань, Черкаська область, Українська РСР) — український військовий льотчик 1-го класу, полковник Повітряних Сил ЗС України, командир 204-ї бригади тактичної авіації. Учасник російсько-української війни. Народний депутат України (з 10 листопада 2014) за списком блоку Петра Порошенка (№ 6 у списку).

## Життєпис
Юлій Мамчур служив у Озерненському гарнізоні. На початку 2013 року льотчика 1-го класу полковника Мамчура було призначено на посаду командира 204-ї Севастопольської бригади тактичної авіації Повітряного командування «Південь». На той час його загальний наліт становив понад 900 годин.
3 березня 2014 року під час російсько-українського конфлікту на півострові Крим глава медіа-центру Міноборони в Криму Владислав Селезньов навів його слова: «Особовий склад бригади тактичної авіації в Бельбеку вірний народу України й Військовій присязі, зі зброєю в руках готовий до захисту територіальної цілісності України». Ця заява з'явилася після ультиматуму «невідомих» військових, що носили російську амуніцію, з вимогою до українських військових перейти на їхню сторону до 16 годин 3 березня.
4 березня українські військові провели «психологічну атаку» — без зброї, під бойовим стягом Севастопольської бригади тактичної авіації імені Олександра Покришкіна та Державним прапором України, співаючи гімн України, вони рушили в бік озброєних вояків, що блокували прохід до військової частини, при цьому «невідомі формування» стріляли біля ніг українських льотчиків та у повітря. В результаті переговорів протягом дня частину вдалося частково перебрати під український контроль.
12 березня на захопленій російськими спецпідрозділами території аеродрому Бельбек (військова частина А-4515) сталася пожежа, загасила її українська пожежна команда. Сайт військової частини А-4515: «Дзвінка від „марсіан“ з цього приводу не надходило. У напрямку пожежі в терміновому порядку було відправлено пожежну машину у супроводі командира бригади Юлія Мамчура. За годину до цих подій було відключення електроживлення на території адміністративних будівель частини».
22 березня 2014 року, не отримавши підтримку Збройних сил України, 204-та бригада тактичної авіації на чолі з Ю. В. Мамчуром самостійно здійснювала оборону військової частини А-4515. У зв'язку з не рівним співвідношенням бойових сил та бездіяльністю керівництва міністерства оборони України на чолі з І. Й. Тенюхом, військова частина А-4515 була захоплена російськими окупаційними військами та невідомими озброєними особами. Особовий склад 204-ї бригади тактичної авіації був вимушений покинути військову частину. За повідомленнями ЗМІ, після штурму військової частини полковника Юлія Мамчура було викрадено російськими військовими. У повідомленні на офіційному сайті військової частини А-4515, командира Мамчура «насильно викликали на переговори в штаб ЧФ РФ». Командир встиг зателефонувати дружині і повідомити про те, що його захопили. За словами Лариси Мамчур, дружини полковника, її чоловіка повезли до севастопольської військової в'язниці. Разом з тим, підлеглі Мамчура заявили, що не залишать захоплену російськими військами базу, доки Мамчур не повернеться.
26 березня 2014 року полковник Мамчур разом з 5 іншими захопленими українськими офіцерами у супроводі російських автоматників залишив територію Криму. Після повернення з полону полковник повідомив, що його 3,5 доби утримували в одиничній камері, здійснювали психологічний тиск, намагаючись переконати перейти на сторону російської армії:
| Три з половиною дні мене тримали в одиночній камері. Перший день зі мною постійно розмовляли невідомі російські військові — намагалися переконати зрадити військовій присязі народу України, перейти на службу в російську армію. Потім був просто психологічний тиск — не давали спати, стукали прикладами по дверях. Самопочуття хороше, настрій бойовий. Що робитиму далі? Спочатку прийму душ, потім буду ухвалювати рішення. Слава Україні![9] |
Того ж дня в.о. Президента України Турчинов заявив, що всі звільнені з полону офіцери, «які проявили стійкість і мужність» будуть нагороджені і підвищені по службі.
Після передислокації з Криму військова частина Юлія Мамчура перебазувалася до Миколаєва.
Одружений. Дружина Лариса. Має доньку Дарину та онуку.

## Нагороди
- Орден Богдана Хмельницького III ст. (21 серпня 2014) — за особисту мужність і героїзм, виявлені у захисті державного суверенітету та територіальної цілісності України, вірність військовій присязі, високопрофесійне виконання службового обов'язку[13]
- Іменна вогнепальна зброя (3 вересня 2015) — за значний особистий внесок у зміцнення обороноздатності Української держави, багаторічну бездоганну службу, зразкове виконання військового обов'язку та виявлені при цьому честь і доблесть[14][15][16]
- Відзнака Президента України — ювілейна медаль «25 років незалежності України» (19 серпня 2016) — за значні особисті заслуги у становленні незалежної України, утвердженні її суверенітету та зміцненні міжнародного авторитету, вагомий внесок у державне будівництво, соціально-економічний, культурно-освітній розвиток, активну громадсько-політичну діяльність, сумлінне та бездоганне служіння Українському народу.[17]
- Медаль «15 років Збройним Силам України»
- Медаль «За сумлінну службу» I ст.
- Медаль «За сумлінну службу» II ст.
- Пам'ятний знак «За воїнську доблесть» (2014)[18]
- 11 квітня 2014 року у Вінниці нагороджений відзнакою міського голови «За честь і мужність». Почесну нагороду та грошову премію до неї вручено його доньці Дарині Мамчур[19].
- Орден святого архістратига Михаїла ІІ ст. (ПЦУ, 2019) — за заслуги перед Українською державою та помісною Православною Церквою[20].